# DeSoto County (Mississippi)
DeSoto County is een county in de Amerikaanse staat Mississippi. De county seat is Hernando. 
De county heeft een landoppervlakte van 1.238 km² en telt 107.199 inwoners (volkstelling 2000).

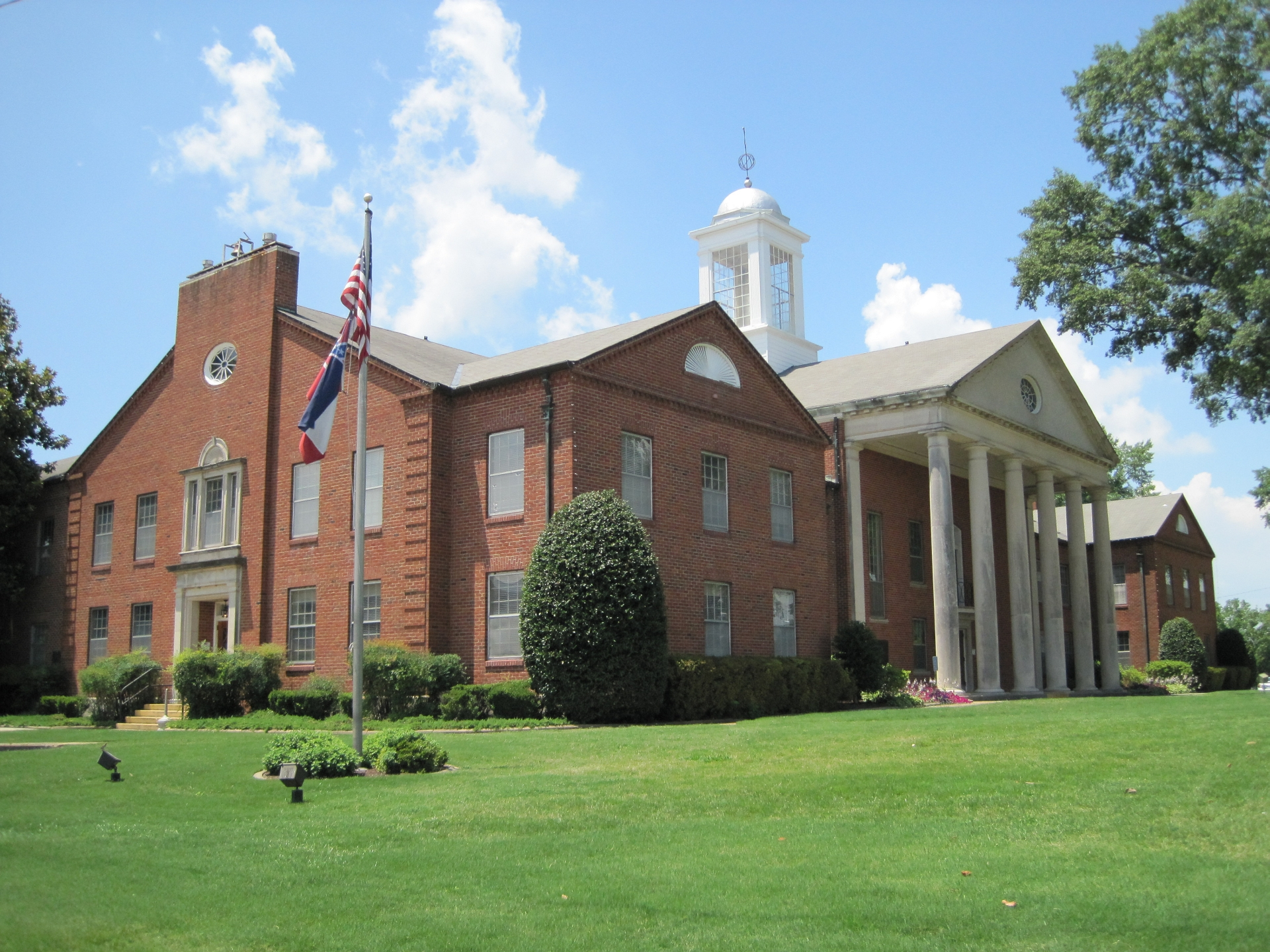
DeSoto County Courthouse